# Parafia Narodzenia Najświętszej Maryi Panny w Koczale
Parafia pw. Narodzenia Najświętszej Maryi Panny w Koczale – rzymskokatolicka parafia należąca do dekanatu Miastko, diecezji koszalińsko-kołobrzeskiej, metropolii szczecińsko-kamieńskiej. 

## Historia
Parafia została erygowana w 1356 roku. Siedziba parafii mieści się przy ulicy Kościelnej.
Kościół pw. Narodzenia Najświętszej Maryi Panny w Koczale został zbudowany i poświęcony w 1902 roku. 

### Kościoły filialne i kaplice
- Kościół pw. św. Floriana w Bielsku
- Kościół pw. św. Mikołaja w Starznie

## Proboszczowie
- ks. Andrzej Malczyński (2016– )[3]